# Klaus Ludwig Voss
Klaus Ludwig Voss (* 6. Juni 1929 in Wickede/Ruhr; † 27. September 1982 in Hannover) war ein deutscher Ur- und Frühgeschichtler.

## Leben
Voss studierte nach dem Abitur in Werl an den Universitäten in Münster und Marburg Urgeschichte, Archäologie, Kunstgeschichte, Geschichte, Philosophie, Psychologie, Pädagogik, Englisch und Publizistik. Er war zunächst beteiligt an Ausgrabungen des Westfälischen Landesmuseums Münster und des Rheinischen Landesmuseums Bonn. Im Jahr 1961 wurde er in Münster mit seiner Dissertation Die Vor- und Frühgeschichte des Kreises Ahaus unter Betreuung von Kurt Tackenberg promoviert.
Ab 1961 arbeitete er als Wissenschaftlicher Sachbearbeiter für Bodendenkmalpflege in der Abteilung Urgeschichte des Niedersächsischen Landesmuseums Hannover und nach der Ausgliederung am Niedersächsischen Landesverwaltungsamt Hannover. Der Schwerpunkt lag in dieser Zeit in Ausgrabungen im Regierungsbezirk Lüneburg, die er als Bezirksarchäologe dort leitete. Von 1974 bis 1982 wirkte er als Oberkustos in der Abteilung für Urgeschichte am Niedersächsischen Landesmuseum Hannover. Ab 1977 war er Vorsitzender des Niedersächsischen Landesvereins für Urgeschichte und Herausgeber der Zeitschrift Die Kunde.
Zu seinen bedeutenden Ausgrabungen zählen der mehrperiodige Fundplatz auf dem Hasenberg bei Pevestorf im Landkreis Lüchow-Dannenberg, ein reich ausgestattetes Körpergrabfeld der Bernburger Kultur sowie ein Hausgrundriss aus der Bronzezeit. In Wittenwater im Landkreis Uelzen legte Voss unter einem Grabhügelfeld aus der Bronzezeit ein Haus der Trichterbecherkultur frei und fand die Spuren eines Hakenpflugs. Zu weiteren Arbeiten zählen Untersuchungen an neolithischen und bronzezeitlichen Grabhügeln im Landkreis Soltau-Fallingbostel in Deimern, Heber, Behringen, Borstel und Schneverdingen sowie im Landkreis Celle in Dohnsen. Bei einer Notbergung eines jungbronzezeitlichen Brandgrabes in Winzlar im Landkreis Nienburg fand er ein großes Hängebecken aus Bronze sowie eine Goldnadel. In Volkwardingen im Landkreis Soltau-Fallingbostel stieß er auf einen Urnenfriedhof aus der vorrömischen Eisenzeit, in Nettlingen im Landkreis Hildesheim auf Hügelgräber der jüngeren römischen Kaiserzeit und in Növenthien im Landkreis Uelzen auf einen slawischen Friedhof.

## Publikationen (Auswahl)
- Die Vor- und Frühgeschichte des Kreises Ahaus (= Bodenaltertümer Westfalens Bd. 10). Aschendorffsche Verlagsbuchhandlung, Münster 1967 (Dissertation).
- Stratigraphische Notizen zu einem Langhaus der Trichterbecherkultur bei Wittenwater, Kreis Uelzen. In: Germania 43, 1965, S. 343–351.
- Jungsteinzeitliche Funde am Höhbeck, Gemarkung Pevestorf, Kreis Lüchow-Dannenberg. In: Nachrichten aus Niedersachsens Urgeschichte 30, 1961, 70 ff.
- Vier Fundschichten auf einer Höhbeck-Terrasse bei Pevestorf, Kreis Lüchow-Dannenberg. NNU 33, 1964, 76 ff.
- Bronzezeitliche Ackerflur über einem Kult- und Begräbnisplatz der Bernburger- und Kugelamphoren-Kultur bei Pevestorf/Höhbeck, Kreis Lüchow-Dannenberg. Germania 43, 1965, 361 ff.
- Technisches zur Ausgrabung im Flugsand. NNU 34, 1965, 113 ff.
- Vorbericht über zwei Fundkomplexe auf dem „Hasenberg“ bei Pevestorf, Kreis Lüchow-Dannenberg. Die Kunde NF 16, 1965, 178 f.
- Ein vierperiodiger Fundplatz auf dem „Hasenberg“ bei Pevestorf, Kreis Lüchow-Dannenberg. Neue Ausgrabungen und Forschungen in Niedersachsen 2, 165 ff.
- Technisches zur Ausgrabung im Flugsand II. NNU 35, 128 ff.
- Funde der Bernburger- und Kugelamphorenkultur von Pevestorf, Kreis Lüchow-Dannenberg (Höhbeck). Prähistorische Zeitschrift 43/44, 1965/66, 284 ff.
- Artikel „Pevestorf“ in: Jan Filip, Enzyklopädisches Handbuch zur Ur- und Frühgeschichte Europas II, 1969, 1021 f.